# Jusopo Muhamad Arsath Ro'is
Jusopo Muhamad Arsath Ro'is (Singapore, Brits-Indië, 1 juli 1919 - Amsterdam, 6 september 1993) was een fotograaf en beëdigd vertaler naar het Bahasa Indonesia. Hij is vooral bekend geworden als fotograaf voor verschillende diensten binnen de Gemeente Amsterdam waaronder het Amsterdamse stadsarchief dat circa 17.000 van zijn foto’s heeft.

## Levensloop

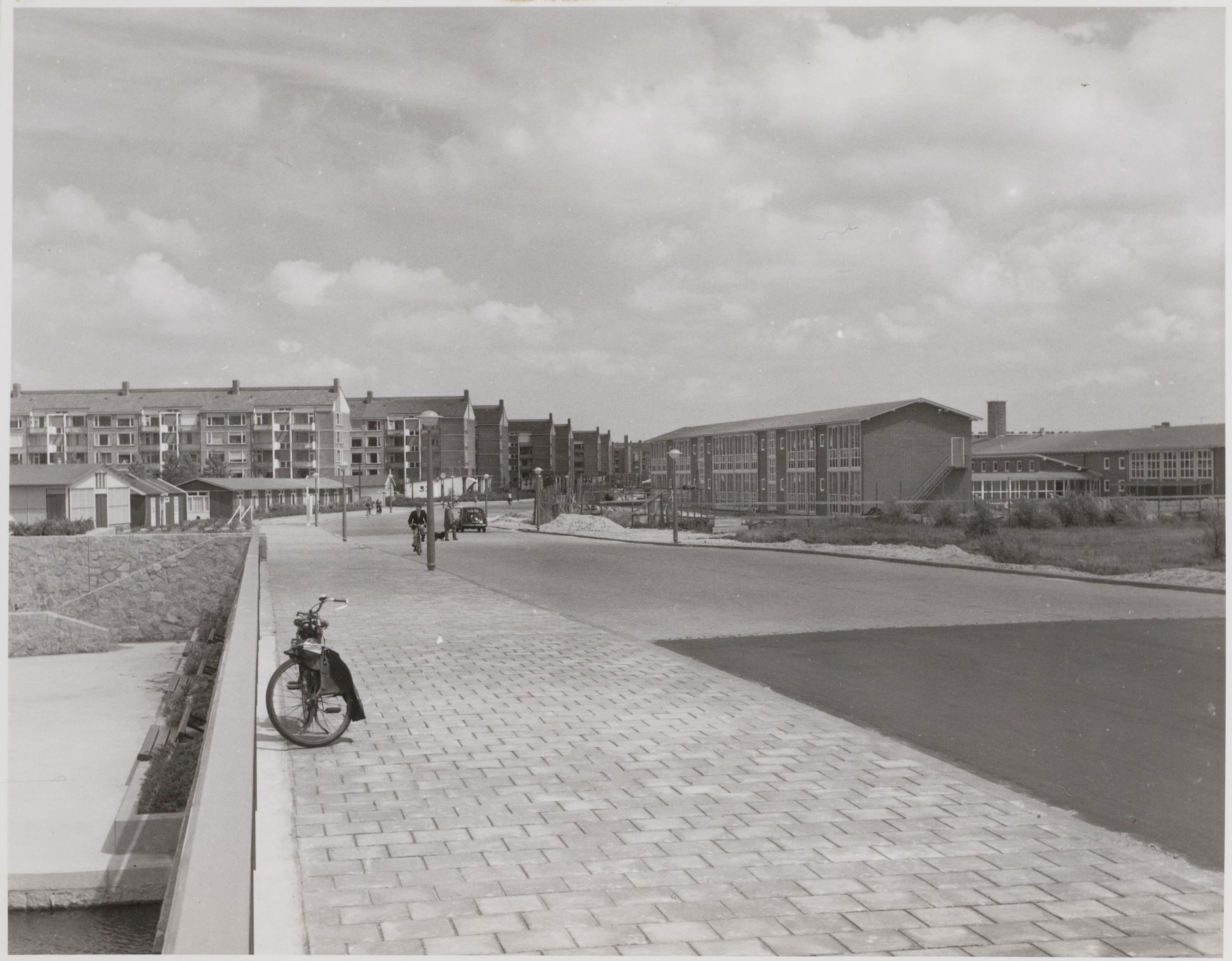
De Pieter Calandlaan in juli 1960, met op de voorgrond de brommer van Arsath Rois

Hij was zoon van Zaraz Aesath Ro’is en Teah Ong/Ong Teah. Hijzelf was tweemaal getrouwd. In 1942 trouwde hij in Batavia met Erwine Helena Giessen; in 1956 in Hampstead met Theodora Maria van Elden. Jusopo Muh. Arsath Ro'is is via het voormalig Nederlands-Indië alwaar hij sergeant-monteur was voor de ML-KNIL in oktober 1946 in Amsterdam terechtgekomen. Buiten het werk als vertaler schreef hij onder J. Muh. Arsath Ro’is een populaire cursus Indonesische taal. als ook het Wolters' Woordenboek Indonesisch. Hij is in de vroege jaren '50 voor onder meer het gemeentearchief gaan werken als fotograaf, en fotografeerde de naoorlogse stedelijke uitbreidingen van de stad. Zijn foto's van de nieuwbouwwijken aan de rand van de stad leverden hem de bijnaam "zandfotograaf" op. Een bekende anekdote over Arsath Ro'is is het gegeven dat tijdens het uitvoeren van een opdracht het brommertje waarmee hij door de stad reisde gestolen is. Nadien liet hij de vervangende brommer altijd in het zicht staan, zodat op veel van zijn foto's dat voertuig te zien is.
De latere fotograaf Hans Aarsman zag in hem (achteraf) een voorbeeld; beiden waren/zijn geen voorstander om foto's te maken om een interessante foto te hebben, maar van het juist "gewoon een goede foto" maken.